# Joliette—L'Assomption—Montcalm
Pour les articles homonymes, voir Joliette et Montcalm.
Joliette—L'Assomption—Montcalm fut une circonscription électorale fédérale des régions de Lanaudière et des Laurentides au Québec. Elle fut représentée de 1935 à 1968.
La circonscription apparut en 1933 à partir de Joliette et L'Assomption—Montcalm. Abolie en 1966, elle fut redivisée parmi Berthier, Joliette, Labelle et Terrebonne.

## Géographie
En 1947, la circonscription de Joliette—L'Assomption—Montcalm comprenait :
- Le comté de Joliette et la ville de Joliette
- Le comté de L'Assomption et la ville de L'Assomption
- Le comté de Montcalm, excluant les cantons de Brunet, Nantel, Pérodeau et Archambault

## Députés
1. 1935-1945 — Charles-Édouard Ferland, PLC
2. 1945-1950 — Georges-Émile Lapalme, PLC
3. 1950¹-1958 — Maurice Breton, PLC
4. 1958-1965 — Louis-Joseph Pigeon, PC
5. 1965-1968 — Joseph-Roland Comtois, PLC

- ¹  = Élection partielle
- PC = Parti progressiste-conservateur
- PLC = Parti libéral du Canada